# Katrin Schreiter
Katrin Schreiter (Arnstadt, Alemania, 24 de febrero de 1969) es una atleta alemana retirada especializada en la prueba de 4x400 m, en la que consiguió ser campeona mundial en pista cubierta en 1991.

## Carrera deportiva
En el Campeonato Mundial de Atletismo en Pista Cubierta de 1991 ganó la medalla de oro en los relevos 4x400 metros, llegando en un tiempo de 3:27.22 segundos que fue récord del mundo, por delante de la Unión Soviética (plata) y Estados Unidos (bronce).